# Vintileanca
Vintileanca – wieś w Rumunii, w okręgu Buzău, w gminie Săhăteni. W 2011 roku liczyła 912 mieszkańców. 